# Allogny
Allogny település Franciaországban, Cher megyében. Lakosainak száma 1130 fő (2022. január 1.). Allogny Allouis, Méry-ès-Bois, Neuvy-sur-Barangeon, Saint-Éloy-de-Gy, Saint-Laurent, Saint-Martin-d’Auxigny és Vouzeron községekkel határos.

## Népesség
A település népessége az elmúlt években az alábbi módon változott:
| Lakosok száma | 534  | 765  | 916  | 986  | 1025 | 1010 | 1017 | 1070 | 1097 | 1130 |
|               | 1968 | 1982 | 1990 | 2006 | 2013 | 2015 | 2017 | 2019 | 2020 | 2022 |